# Nitra
Nitra (Duits: Neutra; Hongaars: Nyitra) is de vierde stad van Slowakije. De stad, gelegen in het zuidwesten van het land aan de voet van de berg Zobor in het Tribec-gebergte, had in 2011 het inwonertal 78.916. Nitra heeft belangrijke voedingsmiddelenindustrie en twee universiteiten (voor landbouw en pedagogiek) en is dankzij het tentoonstellingscentrum Agrocomplex een belangrijke beurzenstad. Het is een oude bisschopszetel.

## Geschiedenis
Nitra is een van de oudste steden van Slowakije. Het was het centrum van een Slavisch vorstendom onder prins Pribina, toen in 828 de eerste christelijke kerk van de wijde omtrek gewijd door de Salzburgse bisschop Adalram. In 833 werd Pribina door Mojmír I verdreven en werd Nitra de oostelijke hoofdstad van diens Groot-Moravische Rijk. Cyrillus en Methodius deden er hun missiewerk. In 925 versloegen de Hongaren dit rijk, waarna Nitra tot 1918 de lotgevallen van Hongarije zou delen. De Hongaren bouwden er een belangrijke vesting, die in 1241 de Mongoolse aanvallen weerstond. Nitra werd in 1248 onder Béla IV een vrije koninklijke stad, maar in 1288 kregen de bisschoppen haar in handen: tot 1848 zou dat zo blijven. In 1663 stond de stad enige tijd onder Turks gezag.
In de twintigste eeuw behoorde Nitra achtereenvolgens tot Oostenrijk-Hongarije, Tsjechoslowakije en Slowakije.
Nitra onderhoudt sinds 1994 een stedenband met Zoetermeer.

## Bevolkingssamenstelling
- 1910: 16.419 inwoners 9.754 (59,4%) Hongaren, 4.929 (30%) Slowaken en 1.636 (9,9%) Duitsers.
- 2001: 87.285 inwoners 83.285 Slowaken (95,4%), 1.489 Hongaren (1,7%), 807 Tsjechen (0,9%), 323 Roma (0,4%), 55 Oekraïners, 47 Duitsers en 18 Roethenen.
- 2011: 78.916 inwoners 70.447 Slowaken (89,3%), 5.330 onbekend, 1.443 Hongaren, 521 Roma, 520 Tsjechen, 72-72 Polen en Moraviërs, 51 Oekraïners, 50 Russen, 46 Bulgaren, 42 Duitsers, 32 Roethenen, 15 Joden, 14 Kroaten, 13 Serviërs, 248 overige nationaliteiten.

## Bezienswaardigheden
De belangrijkste bezienswaardigheid van Nitra is het hooggelegen ommuurde burchtcomplex, waarbinnen zich de kathedraal bevindt, die uit drie kerken bestaat: een gotische bovenkerk en een barokke benedenkerk, naast de romaanse Emmeramuskerk. Met deze drie kerken is ook het naastgelegen bisschoppelijke paleis verbonden. Voor de ingang van het burchtcomplex staat een barokke pestzuil uit 1760.
Het Groot-Seminarie aan het plein Pribinovo námestie heeft een grote historische bibliotheek.
In een van de wijken van de oude Benedenstad, Párovce, staat de romaanse St. Stefanskapel, een van de oudste gebouwen van Nitra.
Nitra is tevens de stad van herkomst van de chassidische joodse beweging Nitra.

## Sport
FC Nitra is de betaaldvoetbalclub van Nitra.

## Partnersteden
- České Budějovice (Tsjechië)
- Guadalajara (Spanje), sinds 1988
- Zoetermeer (Nederland), 1994-2019

## Geboren
- Anton Stredák (1963), voetbalscheidsrechter
- Ľubomír Moravčík (1965), voetballer en voetbalcoach
- Miroslav König (1972), voetballer
- Róbert Tomaschek (1972), voetballer
- Igor Demo (1975), voetballer
- Samuel Slovák (1975), voetballer en voetbalcoach
- Róbert Jež (1981), voetballer
- Matej Tóth (1983), snelwandelaar
- Dušan Perniš (1984), voetballer
- Alexandra Borbély (1986), actrice
- Miroslav Stoch (1989), voetballer

## Zie ook

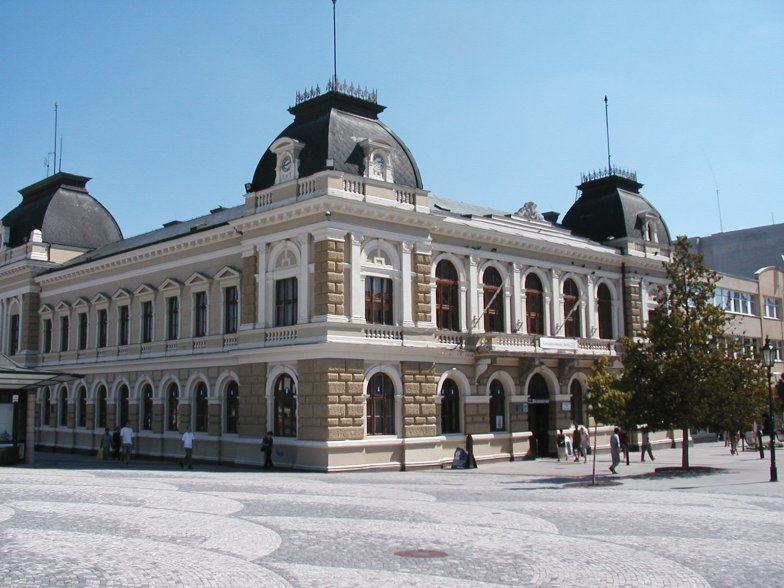
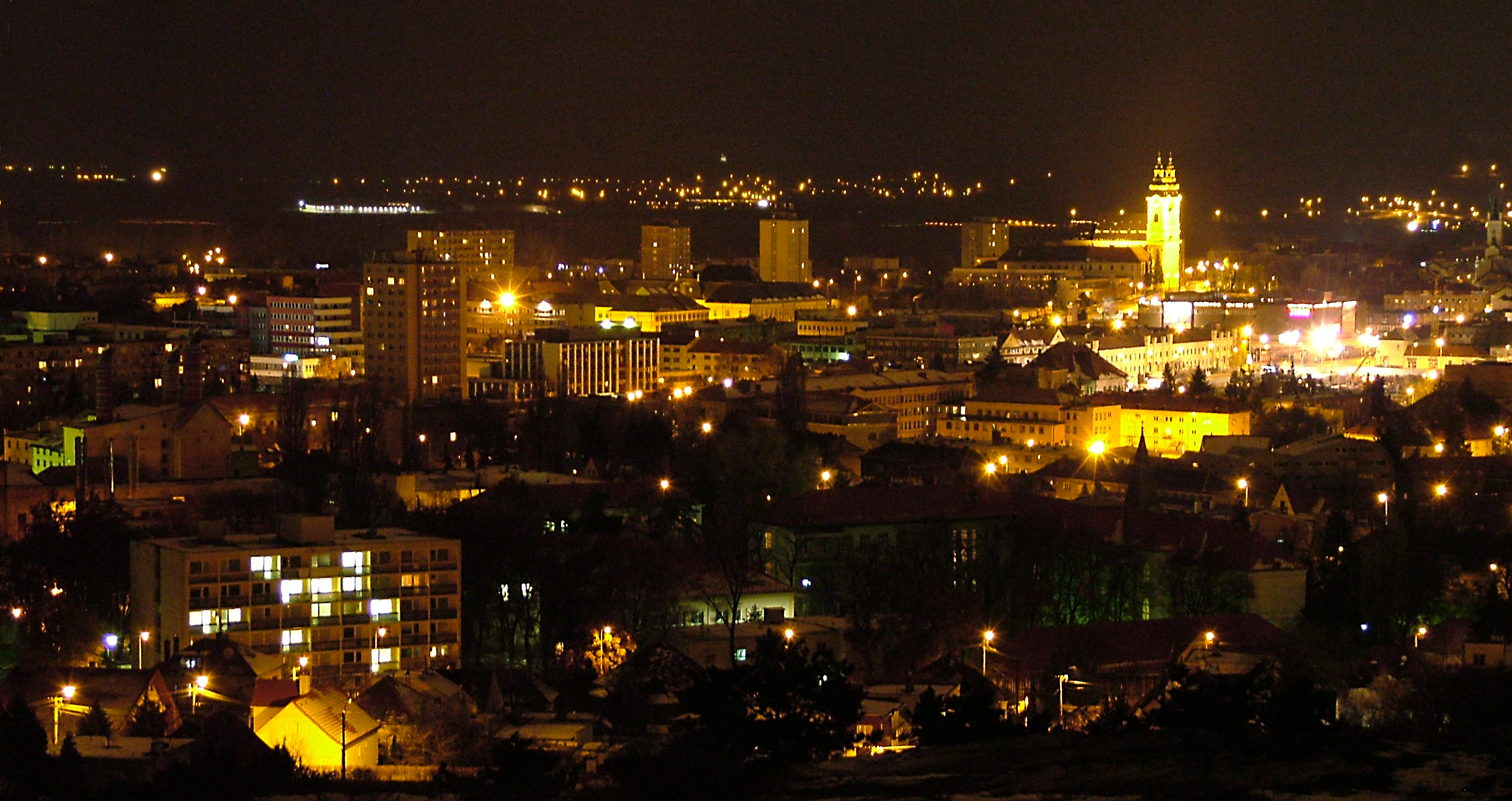
Nitra bij nacht
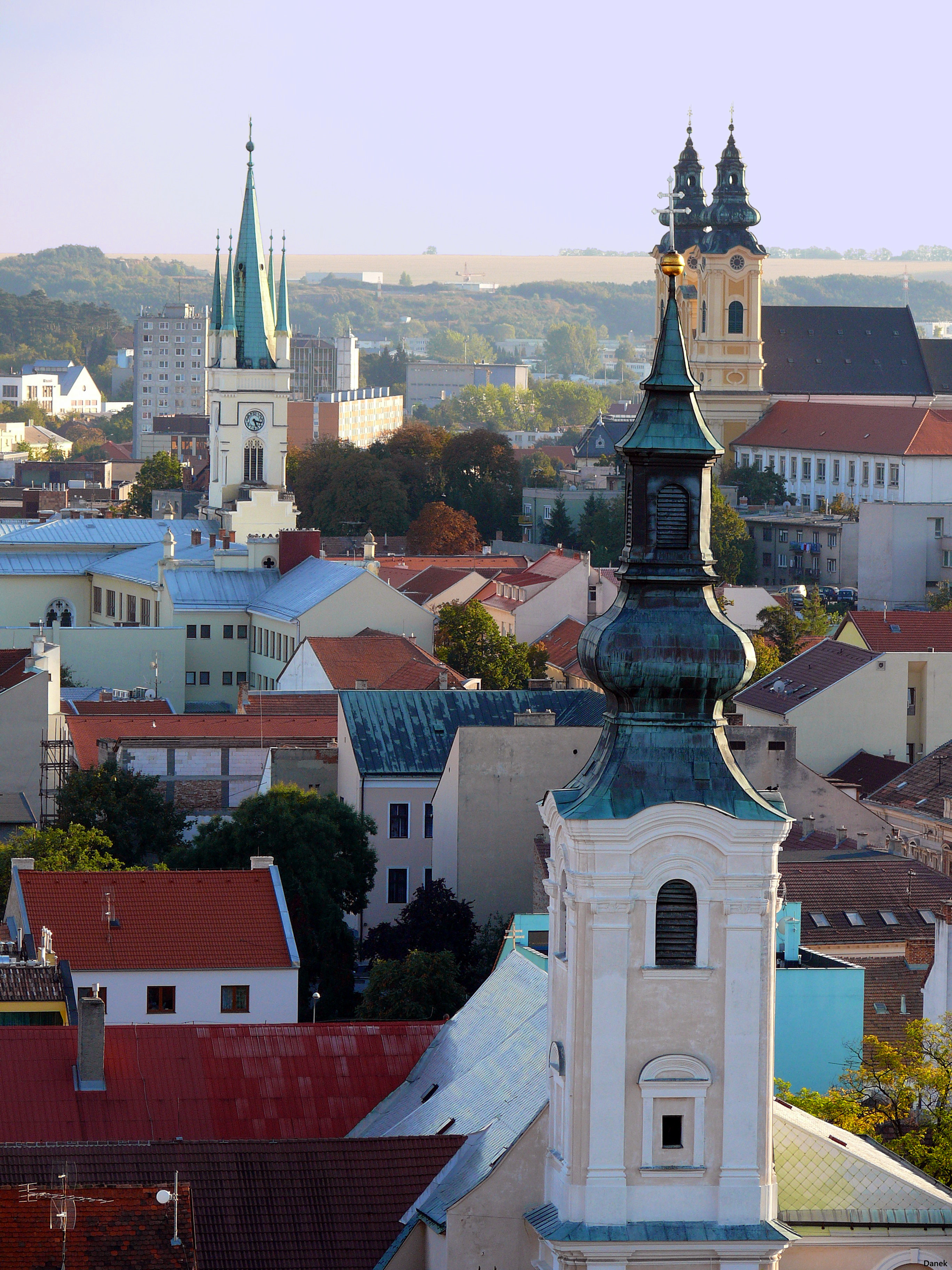
Blik vanuit de burcht
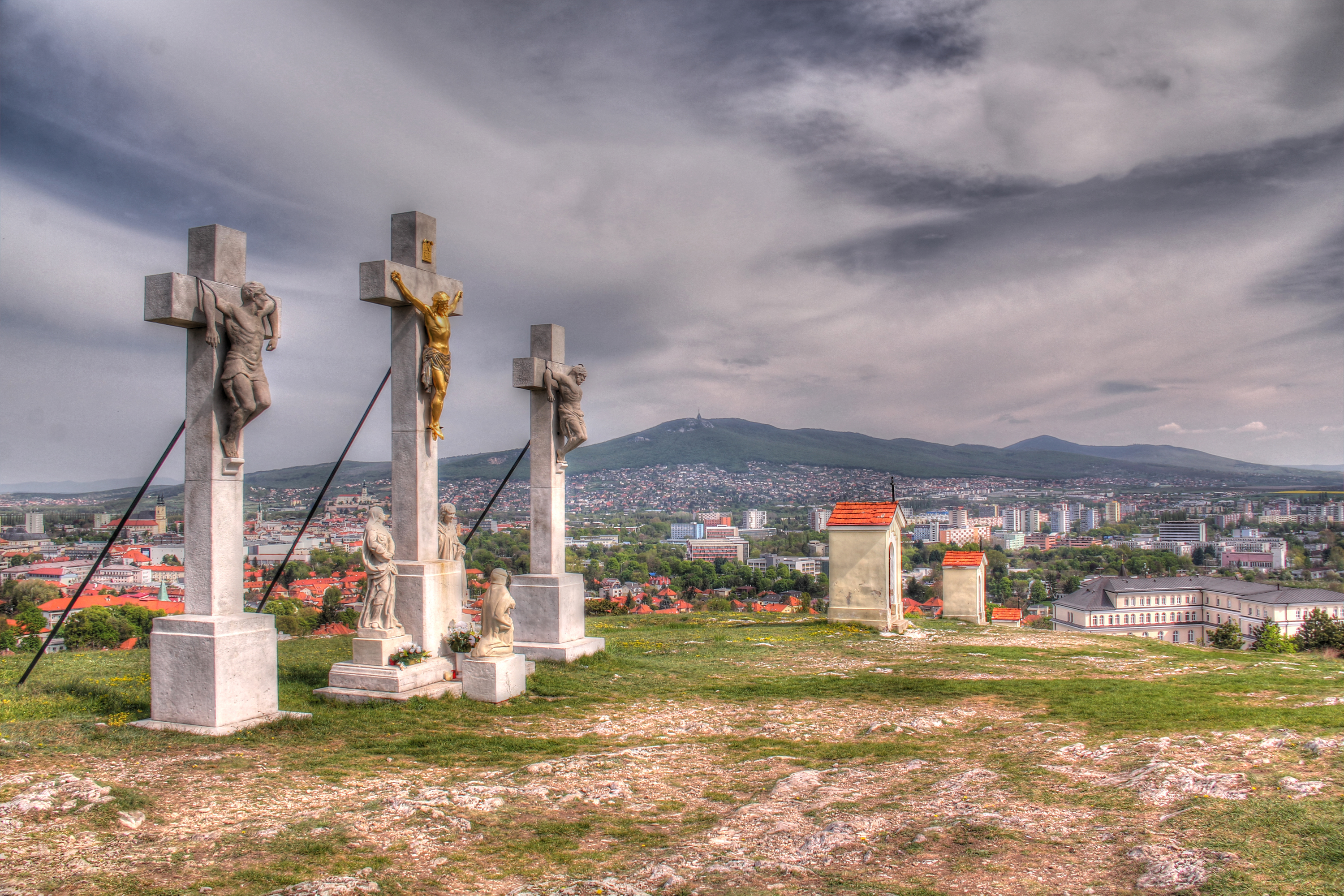
Calvarieberg in Nitra